# 植田慎一郎
植田慎一郎（日语：植田慎一郎、，1993年10月1日—），日本演員、聲優，兵庫縣出身，隸屬於砂岡事務所。身高170cm。

## 出演作品
- 粗體字為主要角色

### 電視動畫
2013年
- 惡之華 （春日高男）

2014年
- 蟲師 續章（阿時）

2017年
- 理想禁區（黎響）

### 劇場版
Green Flash - 溝口泰人役

### web廣播
- 惡之華 臭蟲Radio（音泉：2013年5月13日 - 7月29日 ）

## 外部連結
- 事務所簡歷 （页面存档备份，存于）（日語）
- 植田慎一郎官方blog （页面存档备份，存于）（日語）